# میخ‌پنجه فیلیپینی
میخ‌پنجه فیلیپینی (نام علمی: Centropus viridis) نام یک گونه از سرده میخ‌پنجه است.